# 完顏宗雅
完顏宗雅（？—1150年），为金朝宗室，金太宗的儿子。女真名斛鲁补。
天眷元年（1138年），完顏宗雅被金熙宗封为代王。次年，兄弟完颜宗磐、完颜宗伟、完颜宗英、完颜鹘懒因谋反被杀，宗雅等九人被赦免。天德二年（1150年）完颜亮派人杀死完颜宗懿、完颜宗本、完颜宗美、完顏宗哲等人，时任中京留守的宗雅喜欢佛教，世称“善大王”，完颜亮知道他无能，没有杀他来奉太宗祭祀。后来召到关里，不几日也被杀死。太宗的子孙于是屠杀殆尽。大定二年（1162年），完顏宗雅被金世宗追封曹王。

## 資料
- 《金史》卷七十六 列传第十四 太宗诸子